# Casa Gironès (Cassà de la Selva)
La Casa Gironès és una obra del municipi de Cassà de la Selva (Gironès) inclosa en l'Inventari del Patrimoni Arquitectònic de Catalunya.

## Descripció
Es tracta d'un habitatge urbà unifamiliar. Plantes desenvolupades entorn de l'escala i distribució a partir de la utilització de tres crugies com a sistema estructural. Hi ha una utilització d'ornamentació en obertures exteriors emfatitzant l'accés principal. Compta amb elements decoratius mitològics i florals sobre llindes de porta i finestres i balconeres. Conté un coronament de façana amb cornisa i frontó.

## Història
La construcció lliga al creixement urbà de finals del s. XIX i relacionat amb el desenvolupament de la indústria del suro. El recull els estilemes de l'arquitectura culta del moment.